# Walter Wolf Racing
Walter Wolf Racing a fost un constructor de Formula 1 activ din 1977 până în 1979, care a câștigat prima cursă în care a debutat în competiție. Aceasta a fost deținută și condusă de canadianul Walter Wolf. Echipa avea sediul în Reading, Regatul Unit, dar concura cu licență canadiană.

## Istoric

### 1975-1977
În 1975, omul de afaceri sloven naturalizat canadian Walter Wolf a început să apară la multe dintre cursele de F1 din timpul sezonului. Un an mai târziu, el a cumpărat 60% din proprietatea echipei Frank Williams Racing Cars, acceptând în același timp să îl păstreze pe Frank Williams ca manager al echipei. În același timp, Wolf a cumpărat activele Hesketh Racing, care se retrăsese din F1 din cauza problemelor financiare și a cumpărat unele echipamente de la Embassy Hill, după ce aceasta și-a desființat echipa de F1 în urma unui accident aviatic în care au murit șase persoane printre care și proprietarul echipei, Graham Hill, și pilotul său, Tony Brise. Echipa și-a avut sediul în uzina Williams de la Reading, dar a folosit majoritatea mașinilor și echipamentelor deținute anterior de Hesketh Racing. Hesketh 308C a devenit cunoscut sub numele de Wolf-Williams FW05 și, la scurt timp după, Harvey Postlethwaite a fost adus în calitate de inginer-șef. Jacky Ickx și francezul Michel Leclère au fost semnați drept piloți. Cu toate acestea, echipa nu a fost foarte competitivă și nu a reușit să se califice la mai multe curse pe parcursul anului. Leclère a plecat după Marele Premiu al Franței și a fost înlocuit de Arturo Merzario, în timp ce Ickx nu a reușit să performeze și a fost concediat după Marele Premiu al Marii Britanii.

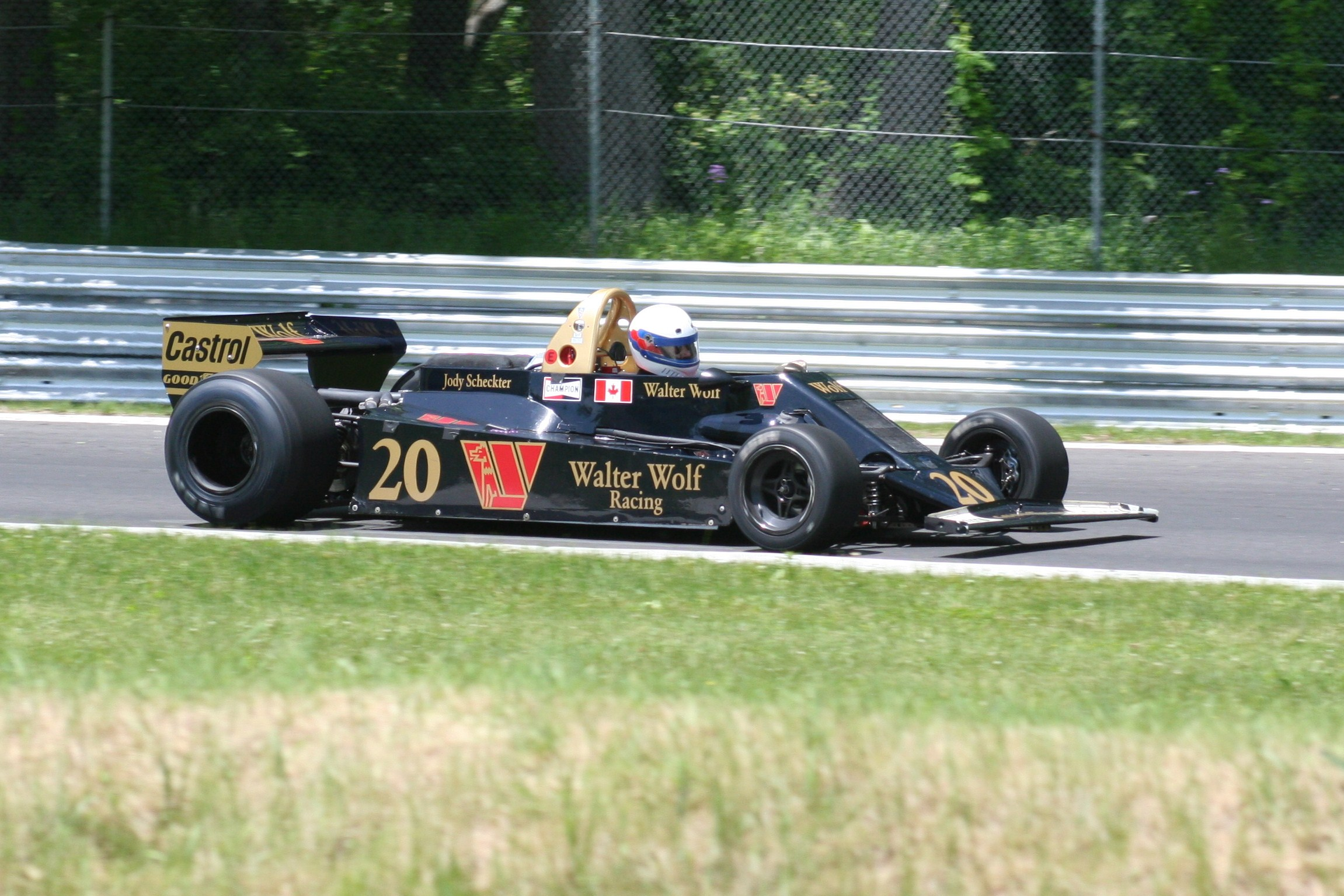
Mașina Wolf WR6 din 1978 a lui Jody Scheckter condusă în cadrul unui eveniment pe circuitul Lime Rock Park în 2009.

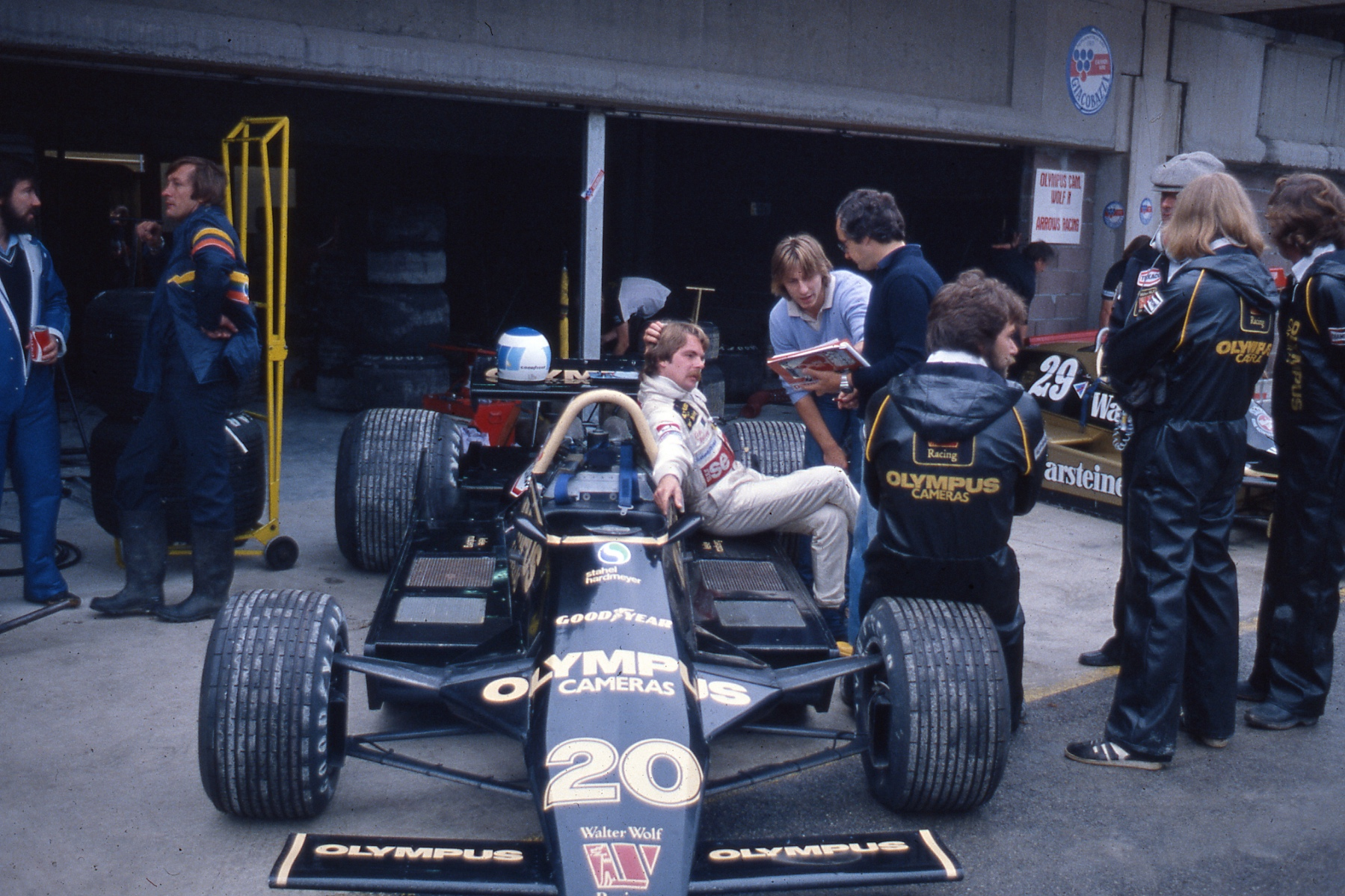
Keke Rosberg cu mașina sa Wolf WR8 și membrii echipei la cursa Dino Ferrari în.

La sfârșitul sezonului 1976, Wolf a decis că echipa trebuie restructurată. L-a înlăturat pe Frank Williams din funcția de manager și l-a înlocuit cu Peter Warr de la Team Lotus. Dezamăgit, Williams a părăsit curând echipa, luându-l pe Patrick Head și alte câteva persoane pentru a înființa Williams Grand Prix Engineering. Mașina WR1 a lui Postlethwaite era propulsată de un motor Cosworth convențional, dar cu Jody Scheckter adus de la Tyrrell, echipa a câștigat prima sa cursă în Argentina. Scheckter a plecat de pe locul zece și a profitat de retragerea a șase dintre mașinile din fața sa. În sezonul 1977, Scheckter a continuat să câștige Marele Premiu al Principatului Monaco și Marele Premiu al Canadei și, de asemenea, a obținut alte șase clasări pe podium, ceea ce i-a permis să termine pe locul al doilea după Niki Lauda în Campionatul Mondial și i-a oferit lui Wolf locul patru în Campionatul Constructorilor.
În această perioadă, echipa a dezvoltat mașina sport WD1 pentru cursele Can-Am. Mașina a fost dezvoltată împreună cu firma italiană Dallara.

### 1978-1979
Echipa a rămas aceeași pentru sezonul 1978. Postlethwaite a proiectat WR5, o mașină nouă pentru era cu efect de sol. Aceasta a fost introdusă la Marele Premiu al Belgiei, a șasea cursă a sezonului. Scheckter a terminat pe locul al patrulea în Spania și al doilea în Germania, dar WR5 a făcut curând loc lui WR6, cu care a încheiat anul cu un loc trei în Statele Unite și locul al doilea în Canada. El a terminat pe locul șapte în Campionatul Mondial.
În 1979, Scheckter a fost semnat de Ferrari, iar Wolf l-a înlocuit cu James Hunt. Postlethwaite a proiectat WR7 care a rulat cu sponsorizarea Olympus. Mașina nu a avut prea mult succes și s-a retras din șase din primele șapte curse ale sezonului. A urmat curând modelul WR8. La mijlocul sezonului Hunt a decis să se retragă, iar Wolf l-a angajat rapid pe Keke Rosberg pentru a-l înlocui. Introducerea mașinii WR9 nu a schimbat prea mult soarta echipei, iar la sfârșitul anului Wolf a abandonat planurile sale în F1 și a vândut echipa lui Emerson Fittipaldi, care a fuzionat activele acesteia în Fittipaldi Automotive.

## Alte inițiative în sporturile cu motor
Walter Wolf a fost, de asemenea, implicat în producția de mașini, oferind asistență companiei Lamborghini pentru dezvoltarea modelului Countach în 1978, când constructorul italian se afla în pragul falimentului.

## Palmaresul complet în Formula 1
| Legendă      | Legendă                                            |
| Culoare      | Rezultat                                           |
| ------------ | -------------------------------------------------- |
| Auriu        | Câștigător                                         |
| Argintiu     | Locul 2                                            |
| Bronz        | Locul 3                                            |
| Verde        | Alte locuri care punctează                         |
| Albastru     | Alte locuri                                        |
| Albastru     | Nu s-a clasat, dar a terminat cursa (NC)           |
| Purpuriu     | A abandonat cursa (Ab)                             |
| Negru        | Descalificat (DSC)                                 |
| Alb          | Nu a luat startul (NS)                             |
| Roșu         | Nu s-a calificat (NSC)                             |
| Roșu         | Nu s-a precalificat (NSPC)                         |
| Fără culoare | Retras înainte de calificări (Ret)                 |
| Fără culoare | Exclus (EX)                                        |
| Fără culoare | Nu a participat (celulă goală)                     |
| Adnotare     | Însemnătate                                        |
| P            | Pole position                                      |
| R            | Cel mai rapid tur                                  |
| (6)          | Rezultatul nu a fost luat în considerare pentru CM |

| Sezon | Șasiu           | Motor   | Pneu | Piloți         | 1   | 2   | 3   | 4   | 5   | 6   | 7   | 8   | 9   | 10  | 11  | 12  | 13  | 14  | 15  | 16  | 17  | Pct. | Poz. |
| ----- | --------------- | ------- | ---- | -------------- | --- | --- | --- | --- | --- | --- | --- | --- | --- | --- | --- | --- | --- | --- | --- | --- | --- | ---- | ---- |
| 1977  | WR1 WR2 WR3     | Ford V8 | G    |                | ARG | BRA | ZAF | USW | ESP | MCO | BEL | SWE | FRA | GBR | DEU | AUT | NLD | ITA | USA | CAN | JPN | 55   | 4    |
| 1977  | WR1 WR2 WR3     | Ford V8 | G    | Jody Scheckter | 1   | Ab  | 2   | 3   | 3   | 1R  | Ab  | Ab  | Ab  | Ab  | 2P  | Ab  | 3   | Ab  | 3   | 1   | 10R | 55   | 4    |
| 1978  | WR4 WR5 WR1 WR6 | Ford V8 | G    |                | ARG | BRA | ZAF | USW | MCO | BEL | ESP | SWE | FRA | GBR | DEU | AUT | NLD | ITA | CAN | USA | N/A | 24   | 5    |
| 1978  | WR4 WR5 WR1 WR6 | Ford V8 | G    | Jody Scheckter | 10  | Ab  | Ab  | Ab  | 3   | Ab  | 4   | Ab  | 6   | Ab  | 2   | Ab  | 12  | 12  | 3   | 2   | N/A | 24   | 5    |
| 1978  | WR4 WR5 WR1 WR6 | Ford V8 | G    | Bobby Rahal    |     |     |     |     |     |     |     |     |     |     |     |     |     |     | 12  | Ab  | N/A | 24   | 5    |
| 1979  | WR7 WR8 WR9     | Ford V8 | G    |                | ARG | BRA | ZAF | USW | ESP | BEL | MCO | FRA | GBR | DEU | AUT | NLD | ITA | CAN | USA | N/A | 0   | 14   |      |
| 1979  | WR7 WR8 WR9     | Ford V8 | G    | James Hunt     | Ab  | Ab  | 8   | Ab  | Ab  | Ab  | Ab  |     |     |     |     |     |     |     |     | N/A | 0   | 14   |      |
| 1979  | WR7 WR8 WR9     | Ford V8 | G    | Keke Rosberg   |     |     |     |     |     |     |     | 9   | Ab  | Ab  | Ab  | Ab  | Ab  | NSC | Ab  | N/A | 0   | 14   |      |